# Pantalla de puntos cuánticos
Una pantalla de puntos cuánticos es un tipo experimental de tecnología en pantallas. Los puntos cuánticos (Quantum Dot , QD por sus siglas en inglés) o nanocristales semiconductores podrían proporcionar una alternativa para aplicaciones comerciales como las tecnologías en monitores. Esta tecnología sería similar a las pantallas OLED (diodo orgánico emisor de luz), en la que la luz sería suministrada bajo demanda, lo cual habilitaría dispositivos más eficientes.
Los puntos cuánticos podrían permitir pantallas grandes, flexibles y no se degradarían tan rápidamente como las pantallas OLED, teóricamente haciéndolas buenas candidatas para televisiones de pantalla plana, cámaras digitales, teléfonos móviles y ordenadores personales para juegos. En el presente sólo son usadas para filtrar luz de LED, para la retroiluminación de pantallas LCD, y no para su producción independiente.
Las propiedades y el rendimiento están determinados por la medida o composición del QD. Los QD son tanto fotoactivos (fotoluminiscentes) como electroactivos (electroluminiscentes), permitiéndoles ser fácilmente incorporados a nuevas arquitecturas emisivas de pantallas.

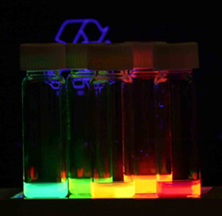
Puntos cuánticos coloidales irradiados con luz UV. Puntos cuánticos de diferentes tamaños emiten luces de diferente color debido a su confinamiento cuántico.

## Historia
La idea de utilizar puntos cuánticos como fuente de luz surgió en la década de 1990. Las aplicaciones tempranas incluían la generación de imágenes utilizando fotodetectores QD infrarrojos, diodos emisores de luz y dispositivos emisores de un solo color. Desde los inicios del año 2000, los científicos empezaron a darse cuenta del potencial del desarrollo del punto cuántico en pantallas y fuentes de luz.
Una aplicación práctica y popular está emergiendo en las llamadas Televisiones de Punto Cuántico; sin embargo, tiene que ser notado que estas televisiones nuevas son todavía pantallas LCD en lo que a la generación de imagen se refiere. Los QD suelen mejorar la retroiluminación. Además de utilizar los LED para retroiluminación, la luz de un LED azul es convertida por los QD a luz verde y roja relativamente pura, de modo que esta combinación de luz —azul, verde y roja— incurre en menos absorción de colores indeseados por los filtros de color detrás de la pantalla LCD, por lo tanto, aumenta la emisión de luz útil y proporciona un mejor rango de color. El primer fabricante que distribuyó televisores de esta clase era Sony en 2013 con su línea Triluminos en la Feria de Electrónica de Consumo de 2015, Samsung Electronics, LG Electronics, la china TCL Technology y Sony mostraron televisores LCD con retroiluminación LED optimizada por puntos cuánticos.

## Funcionamiento

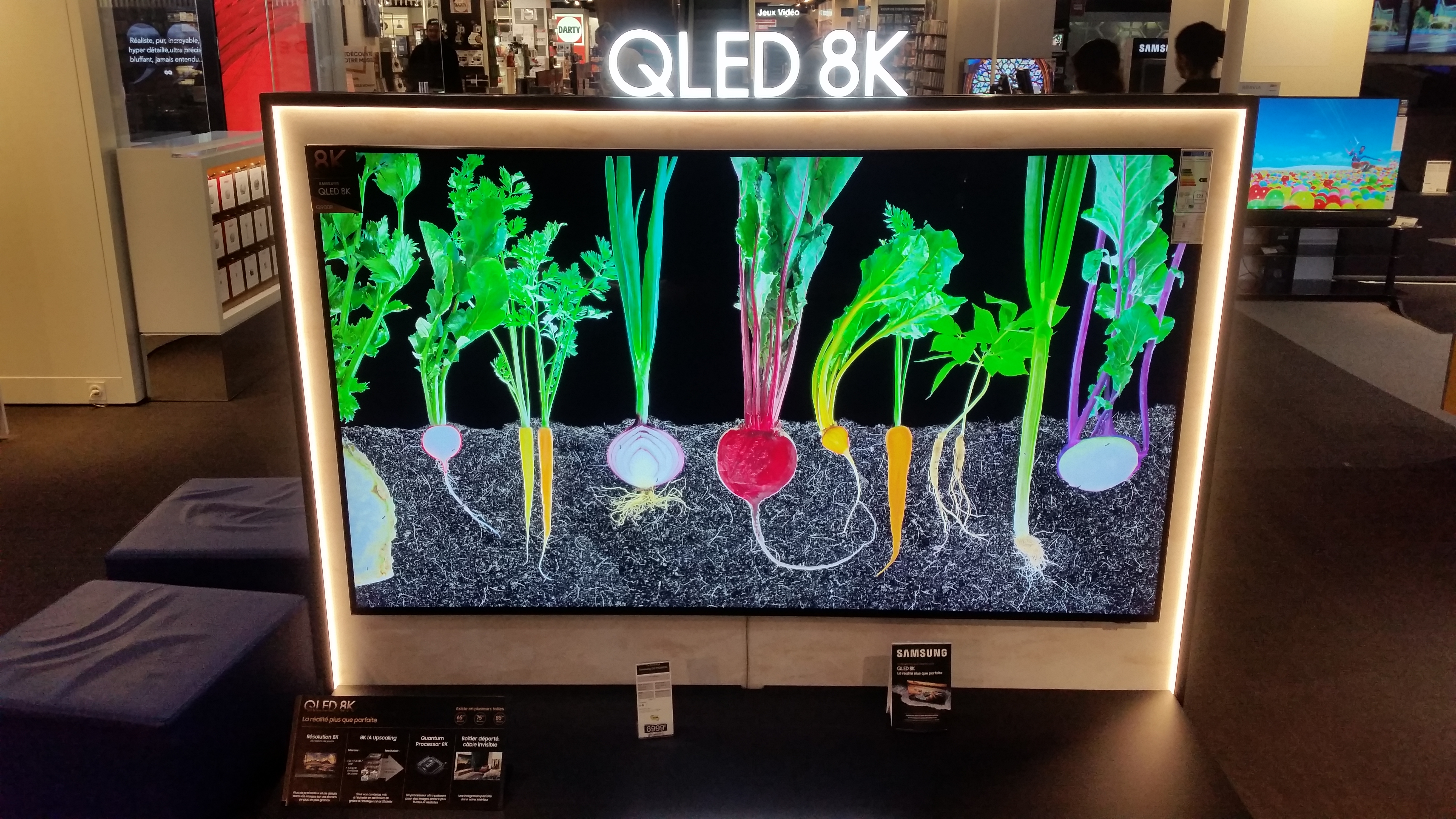
Samsung QLED TV 8K - 75 pulgadas

### Propiedades ópticas de los puntos cuánticos
A diferencia de las estructuras atómicas sencillas, una estructura de punto cuántico tiene la propiedad inusual de que sus niveles de energía son fuertemente dependientes del tamaño de la estructura. Por ejemplo, la emisión de luz de punto cuántico CsSe puede ser convertida de rojo (5 nm diámetro) a la región violeta (1.5 nm de diámetro). La razón física para la coloración QD es el efecto de confinamiento cuántico y está directamente relacionada con sus niveles de energía. La energía de banda prohibida que determina la energía, y por consiguiente el color, de la luz fluorescente es inversamente proporcional al cuadrado de la medida del punto cuántico. Los QD más grandes tienen más niveles de energía, más estrechamente espaciados, permitiendo al QD absorber fotones de energía más bajos (color más rojo). En otras palabras, la energía del fotón emitido aumenta cuando la medida del punto disminuye porque mayor energía es requerida para limitar la excitación del semiconductor a un volumen más pequeño.

### Diodos emisores de luz de punto cuántico
Los LED basados en puntos cuánticos están caracterizados por una emisión pura y saturada de colores con un ancho de banda estrecho. Su longitud de onda de emisión es fácilmente puesta a punto al cambiar la medida de los puntos cuánticos. Además, las pantallas QD-LED ofrecen una alta pureza de color y durabilidad combinada con la eficacia, flexibilidad, y bajo costo de procesamiento de los diodos orgánicos emisores de luz. La estructura QD-LED puede ser llevada al rango completo de longitud de onda visible de 460 nm (azul) a 650 nm (rojo), tomando en cuenta que el ojo Humano puede detectar luz de 380 a 750 nm.
La estructura de QD-LED es similar al diseño básico de OLED. La mayor diferencia es que los centros emisores de luz son nanocristales de seleniuro de cadmio (CdSe). Una capa de puntos cuánticos de seleniuro de cadmio es emparedado entre capas de material orgánico que transportan huecos y electrones. La aplicación de un campo eléctrico causa que los electrones y agujeros se muevan a la capa de punto cuántico, donde son capturados en el punto cuántico y recombinados, emitiendo fotones. El espectro de emisión de fotones es estrecho y caracterizado por su completa anchura en la mitad del valor máximo.
El reto de traer a los electrones y a los agujeros juntos en regiones pequeñas para la recombinación eficaz y emisión de fotones sin escapes o disipación fue resuelto al implementar una delgada capa emisora entre una capa transportadora de agujeros (HTL) y una capa transportadora de electrones (ETL). Al hacer una capa emisora en una sola capa de puntos cuánticos, los electrones y los agujeros pueden ser transferidos directamente de las superficies del ETL y HTL, proporcionando una alta eficacia de recombinación.
Tanto el ETL como el HTL constan de materiales orgánicos. La mayoría de los materiales electroluminiscentes favorecen la inyección y transporte de agujeros en lugar de electrones. Así, la recombinación de los electrones con los agujeros generalmente ocurre cerca del cátodo, lo cual podría provocar la extinción del excitón producido. Para impedir que los excitones o agujeros se acerquen al cátodo, una capa bloqueadora de agujeros juega funciones duales al bloquear a los agujeros que se mueven hacia el cátodo y transportar los electrones a la capa QD emisora. Tris de Aluminio (Alq3), batocuproína (BCP), y TAZ son los materiales más usados como bloqueadores de agujeros. Estos materiales pueden ser utilizados tanto como capa transportadora de electrones como capa bloqueadora de agujeros.
El arreglo de puntos cuánticos está fabricado por autoensamblaje en un proceso conocido en inglés como ratita, una solución de puntos cuánticos en un material orgánico es vertido a un sustrato, el cual es puesto a girar para extender la solución equitativamente.

## Proceso de fabricación
Los puntos cuánticos son procesables en soluciones y aptos para técnicas de procesamiento mojado. Las dos principales técnicas para la fabricación de pantallas QD-LED son llamadas separaciones de fase e impresión por contacto.

### Separación de fase
La separación de fase es apta para formar monocapas QD ordenadas sobre grandes áreas. Una sola capa QD está formada al utilizar el proceso de spin casting en una solución mixta de QD y TPD. Este proceso crea simultáneamente monocapas QD autoensambladas empaquetadas hexagonalmente y deposita las monocapas sobre un contacto codepositado. Durante el secado del solvente, la fase de los QD se separa del TDP y sube hacia la superficie de la película. La estructura QD resultante es afectada por muchos parámetros, concentración de solución, ración de solvente, distribución de medida de QD y proporción de aspecto de QD. También es importante la pureza de la solución QD y del solvente orgánico.
A pesar de que la separación de fase es relativamente sencilla, no es propia para aplicaciones en pantallas. Dado que el spin casting no permite patrones laterales de los QD (RGB) de diferentes tamaños, la separación de fase no puede crear un QD-LED multicolor. Además, no es ideal tener una capa de material orgánico en un QD-LED; esta debería ser homogénea, un impedimento que limita el número de diseños de dispositivos aplicables.

### Impresión por contacto
El proceso de impresión por contacto para formar películas QD delgadas es un método libre de solventes, el cual es sencillo y barato, con un alto rendimiento. Durante el proceso, la estructura del dispositivo no es expuesta a solventes. Ya que las capas de transporte en estructuras QD-LED son delgadas capas orgánicas sensitivas a solventes, evitar el solvente durante el proceso es un beneficio importante. Este método puede producir estructuras con patrones RGB electroluminescentes con 1000 ppi (píxeles-por-pulgada) de resolución.
El proceso general de impresión por contacto:
- Polidimetilsiloxano (PDMS) es moldeado utilizando un estampado maestro de silicio.
- La parte superior de la estampa resultante PDMS es bañada con una película delgada de parilenio-c, un vapor químico depositado (CVD), el cual es un polímero orgánico aromático.
- Una estampa bañada en parilenio-c es vinculada mediante spin casting en una solución coloidal de los QD suspendida en un solvente orgánico.
- Después de que el solvente se evapora, la monocapa QD es transferida al sustrato por impresión por contacto.

La impresión por contacto permite la fabricación de los QD-LED multicolor. Un QD-LED es fabricado con una capa emisora que consta de líneas de monocapas QD de 25-µm de ancho de colores rojo, verde y azul. Los métodos de impresión por contacto también minimizan la cantidad de los QD requeridos, reduciendo costes. La gama de color demostrada de los QD-LED supera el rendimiento del LCD y OLED en tecnologías de pantallas.

## Comparación
Las pantallas de nanocristales renderizan, tanto como un aumento del 30 % en el espectro visible, mientras usan de 30 % a 50% menos energía que las pantallas LCD, en gran parte porque las pantallas de nanocristales no necesitan retroiluminación. Los LED QD son de 50 a 100 veces más brillantes que las CRT y LCD, emitiendo 40 000 cd/m2. Los QD son solubles en solventes acuosos y no acuosos, lo que propicia pantallas imprimibles y flexibles de todas las medidas, incluyendo los TV de grandes áreas. Los QD pueden ser inorgánicos, ofreciendo el potencial de mejores tiempos de vida comparados a los OLED (aun así, muchas partes de LED QD son a menudo hechos de materiales orgánicos, un desarrollo más profundo es requerido para mejorar el tiempo de vida funcional). Además de las pantallas OLED, las de microledes de tipo tomar y poner están emergiendo como tecnologías competidoras a las pantallas de nanocristales.
Otras ventajas incluyen mejores colores verdes saturados, manufacturabilidad en polímeros, pantallas más delgadas y el uso del mismo material para generar colores diferentes.
Aun así, los puntos cuánticos azules requieren controladores de tiempo altamente precisos durante la reacción porque los puntos cuánticos azules están ligeramente por encima de la medida mínima. Ya que el sol contiene aproximadamente las mismas luminosidades de rojo, verde y azul, una pantalla necesita producir aproximadamente las mismas luminosidades de azul, rojo y verde. El ojo humano requiere que el azul sea aproximadamente cinco veces más luminoso que el verde, requiriendo una energía cinco veces mayor.